# Przededworze
Przededworze is een plaats in het Poolse woiwodschap Święty Krzyż, in de powiat Kielecki, gemeente Chmielnik. De plaats telt 726 inwoners (2007).